# Carlo Alessandro Tomatis
Carlo Alessandro Tomatis (* 1739 in Norditalien; † 14. Juni 1797 in Warschau) war ein italienischer Impresario in der polnisch-litauischen Hauptstadt Warschau, daher auch Karol Alexander Tomatis genannt, der italienische und französische Künstler anwarb und der zeitweise Direktor des königlichen Theaters, des späteren Nationaltheaters Warschau, war.

## Leben
Carlo Alessandro Tomatis wurde, so glaubte jedenfalls der venezianische Gesandte in Petersburg Zampiero Grimani, der ihn „Conte Velleri de Tomatis“ nennt, in Turin geboren. Er diente zunächst in der kaiserlichen Armee. In Wien machte er die Bekanntschaft des Bruders des polnischen Königs, Andrzej Poniatowski (1734–1773), der ihn am Hof empfahl.

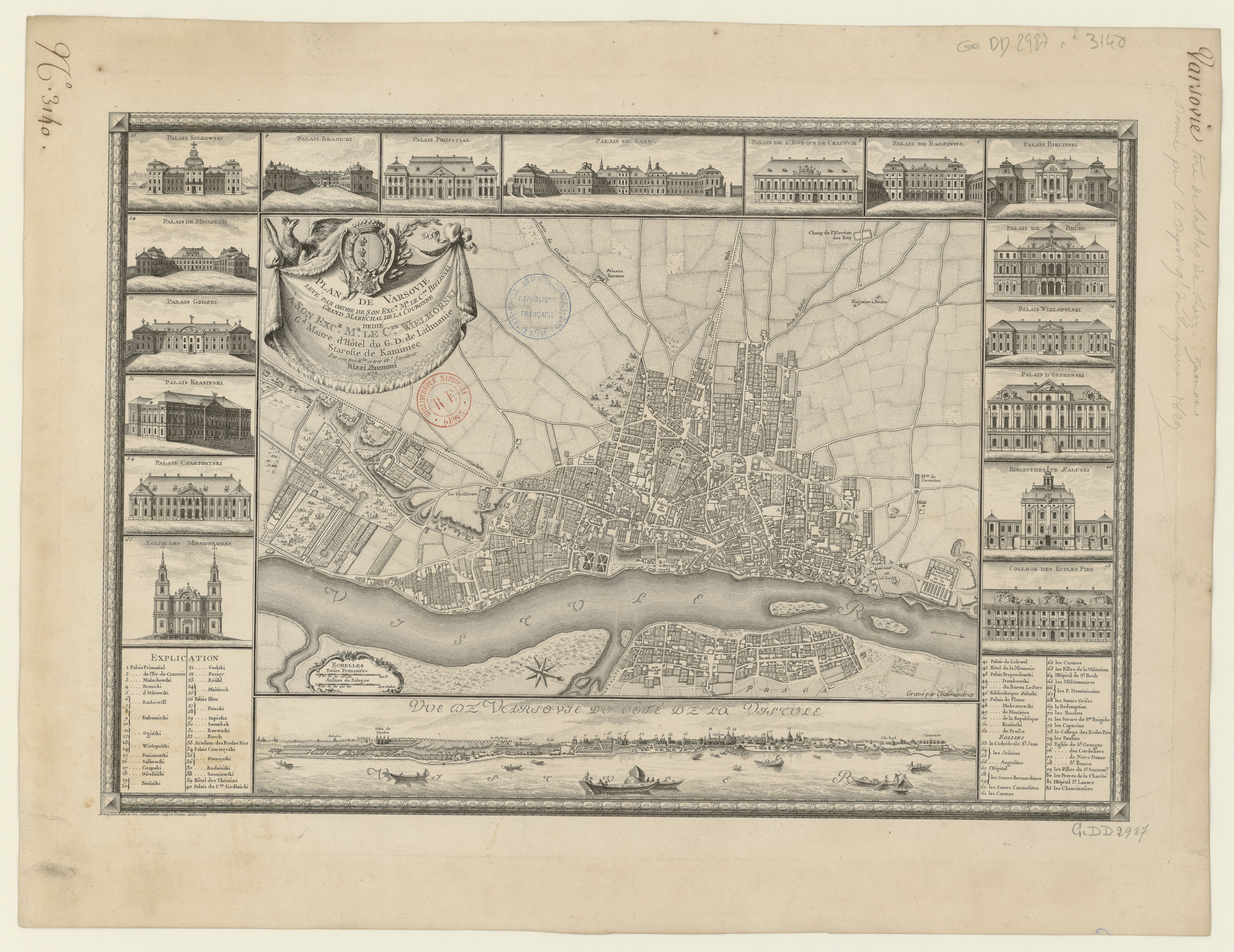
Karte von Warschau, 1772

In königlichem Auftrag reiste er 1764 nach Italien, im Dezember des Jahres hatte er bereits zwölf Künstler unter Vertrag, wie das erhaltene Schriftstück vom 3. Dezember 1764 erweist, darunter allerdings noch nicht seine spätere Frau. Für zwei Saisonen sollte Tomatis das königliche Theater leiten. Er sollte bis März 1767 achtzehn Opere buffe auf die Bühne bringen. Tatsächlich wurden bereits 1765 sieben aufgeführt. Nach 1767 wurden erst wieder Mitte der 1770er-Jahre in Warschau Drammi giocosi auf die Bühne gebracht. Dies hing mit Finanzierungsproblemen, aber auch mit Skandalen um seine Frau zusammen.
Ähnlich wie in Wien bestand auch in Warschau seit dem Regierungsantritt König Stanisław August Poniatowskis in den Jahren 1765 bis 1767 ein teilsubventioniertes Impresa-Modell. Dabei wurde Carlo Tomatis als directeur des plaisirs das königliche Opernhaus gratis zur Verfügung gestellt. Auch erhielt er eine jährliche Subvention für den Spielbetrieb und die Zusicherung einer Kompensation bei Verlusten. Dafür musste er eben die besagten italienischen Künstler engagieren. Zudem sollte er eine Truppe für französisches Sprechtheater und Opéra-comique einstellen und sein Programm mit dem König abstimmen. Später wurde er Direktor des neu gegründeten polnischen Nationaltheaters („directoris generalis spectaculorum“).

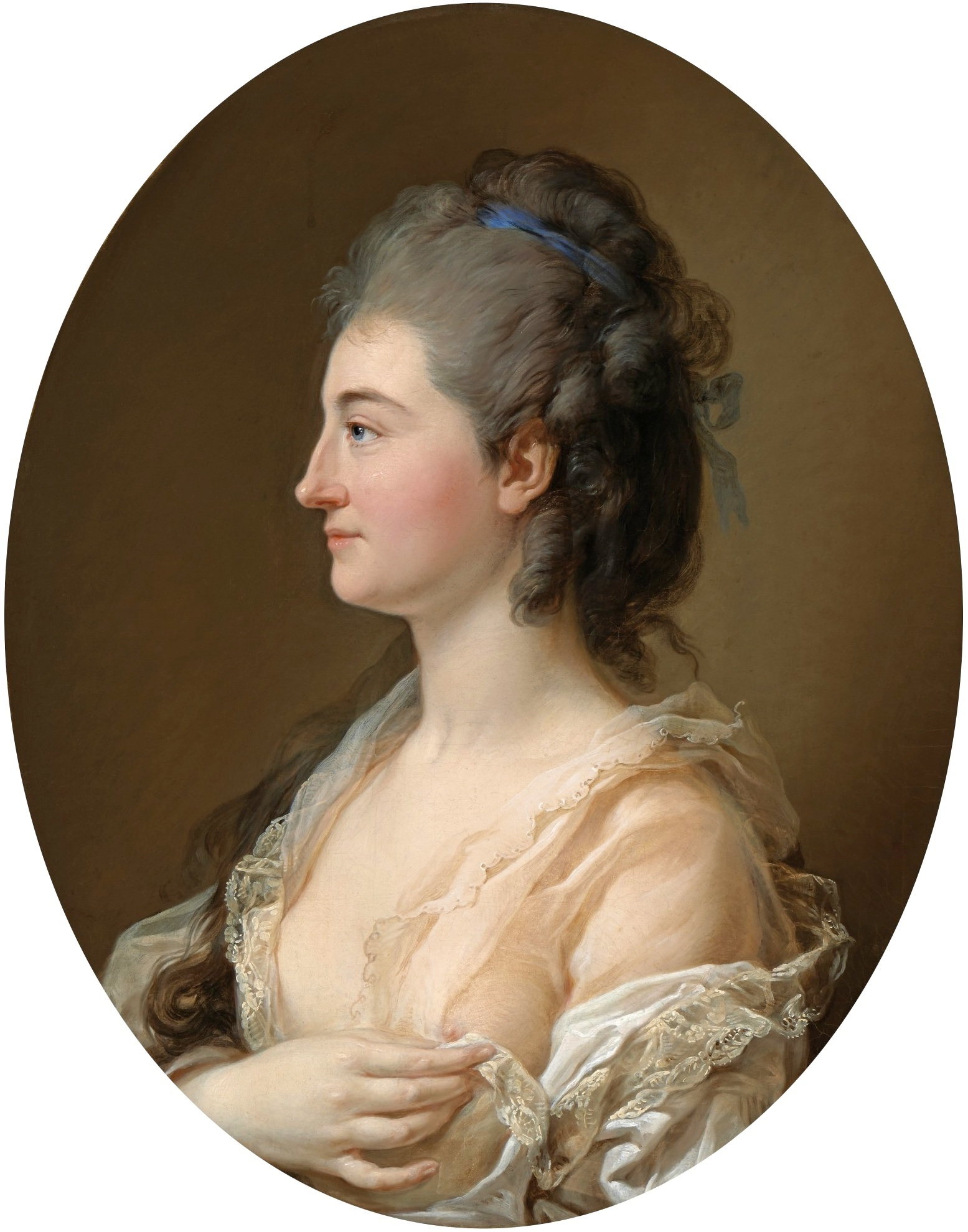
Marcello Bacciarelli: Porträt der Ehefrau Tomatis’, Caterina Gatai, von 1778/1779

Tomatis heiratete 1766 Caterina Gattai († 1791), mit der er vier Kinder hatte. Die beiden hatten sich 1765 in Venedig, wo der Warschauer Impresario im Auftrag des polnischen Königs Sänger und Tänzer für das im Aufbau befindliche königliche Theater gesucht hatte, kennengelernt. Spätestens im Juli war Gattai die Geliebte Tomatis’ und die erste Tänzerin in seiner Theatertruppe. Sie galt als schön und wurde von einigen der Männer am Hof umworben, darunter der König. Tomatis erwies sich angesichts der Avancen gegenüber seiner Frau zwar als eifersüchtig, nutzte aber dennoch die Vorteile, die sich den beiden dadurch boten. Zunächst aber ließ der König den Betrieb wegen Streitigkeiten um die Finanzierung und Bezahlung, aber auch wegen verschiedener Skandale, darunter um Tomatis’ Frau, vorzeitig einstellen. 1772 ging Tomatis ins Ausland, kehrte aber nach Warschau zurück.
1775 erhielt Tomatis von König Viktor Amadeus III. von Sardinien einen hohen Orden für sich und seine Angehörigen. Im Herbst 1778 traf der Schweizer Reisende Johann I Bernoulli die Familie Tomatis im Hause des Fürsten August Czartoryski in Warschau an. Tomatis war früher selbst in den Zeitungen als Spieler bekannt gewesen und, wie Bernoulli vermerkt, nicht sehr ehrenhaft. Er spiele aber jetzt weniger und lebe bescheidener. Mit seiner Frau besuche er den Gouverneur fast jeden Tag.

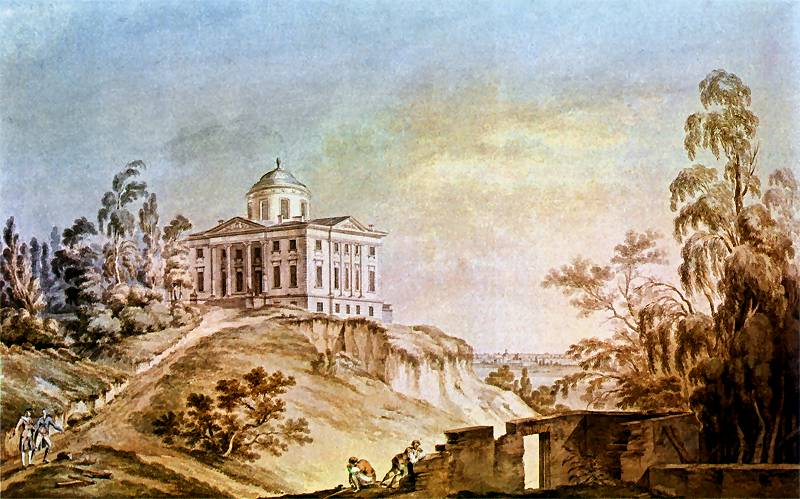
Zygmunt Vogel: Ansicht des Królikarnia-Palasts von 1791, Aquarell auf Papier, 41,9 mal 62,2 cm, Universitätsbibliothek Warschau

In diesem Jahr 1778 erwarb Tomatis von der Fürstin Izabella Lubomirska einen weitläufigen Besitz in Sielce und Mokotów in der Hoffnung, diesen an den König veräußern zu können. Er ließ dort zwischen 1786 und 1789 unter Leitung von Domenico Merlini einen Palast errichten, den Królikarnia-Palast. Dieser wurde 1790 von dem venezianischen Gesandten am Petersburger Hof, von Zampiero Grimani beschrieben, der sich auf der Durchreise zu seinem Amtsort von Juni bis Juli 1790 in Warschau aufhielt.
1781 besuchte der preußische Kammerherr Ernst von Lehndorff die Familie Tomatis. Er schreibt, sie seien zu Reichtum und Ansehen gekommen. Frau Tomatis sei gütig und ihr Mann sehr anständig, obwohl sie als Tänzerin und Kartenspieler begonnen hätten.

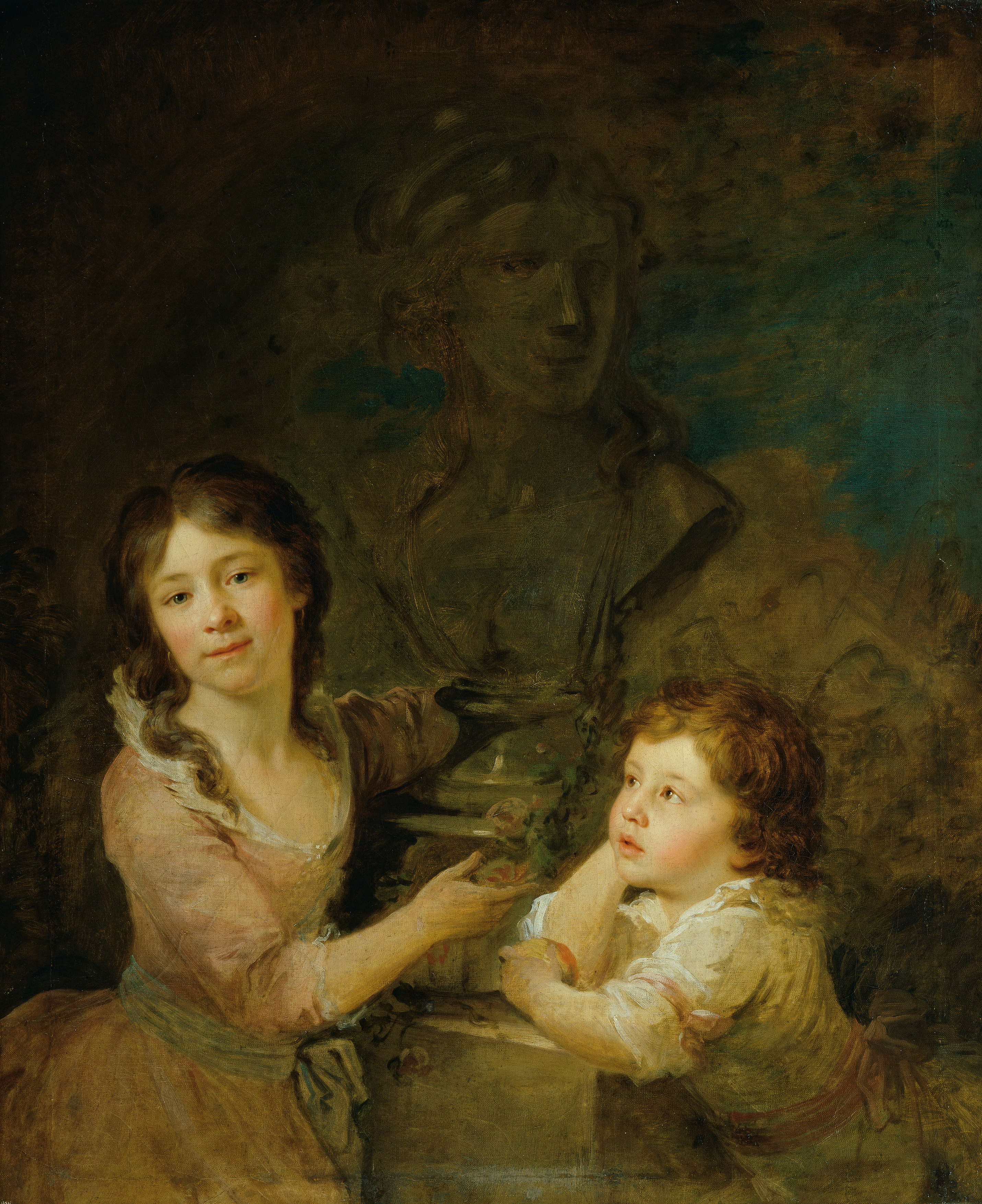
Johann Baptist Lampi der Ältere: Zwei Kinder aus der Familie der Grafen Thomatis, 1788/89, Öl auf Leinwand, 98 mal 80 cm, Österreichische Galerie Belvedere; es handelt sich um Caroline und Victor

Das Paar hatte drei Töchter namens Adelaide (* um 1771, Adele), Zoe (* 1775) und Caroline (1781–1870), dazu  einen Sohn namens Victor, dessen Vaterschaft allerdings unklar ist. Alle anderen Kinder starben sehr früh.
Adelaide heiratete 1797 Tommaso Tomatis, den jüngeren Bruder ihres Vaters. Möglicherweise konnte sie dies trotz der nahen Verwandtschaft tun, weil der Ehemann Gattais nicht ihr Vater war; Dispens des päpstlichen Nuntius in Warschau wurde jedenfalls eingeholt. Das Paar hatte zwei Töchter.
Zoe (* 1775), die zweite Tochter, wurde Nonne; ihr weiteres Schicksal ist nicht bekannt. Caroline war aller Wahrscheinlichkeit nach Carlo Alessandro Tomatis’ Kind. Sie heiratete im November 1807 Friedrich Wilhelm Maria Leonhard, Graf von Wengersky und ließ sich auf dessen Stammsitz in Pilchowice in Schlesien nieder. Victor (* um 1786) starb 1818 in einem Duell.
Vier weitere Kinder starben früh: Stanisław Kazimierz lebte nur von 1773 bis 1775; Konstancja (* 1778) lebte nur zehn Woche; Amalia Katarzyna Joanna (* 1784) lebte nur einen Monat lang; Atanazy Cezary Stanisław Wiktor Amadeusz (* 1791) lebte nur zwei Wochen.
Vom 10. bis zum 14. Juni 1794 nahm Tadeusz Kościuszko während der Besetzung Warschaus im Zuge des Kościuszko-Aufstandes Quartier im Palast der Tomatis. Das Gebäude wurde bei Gefechten zwischen polnischen und russischen Truppen beschädigt, Carlo Tomatis wurde dabei verletzt.
Tomatis starb am 14. Juni 1797. Er wurde auf dem ehemaligen Friedhof der Ujazdowski-Schlosskirche St. Anna und St. Margareta an der Stelle des heutigen Belvedere am folgenden Tag beigesetzt; wahrscheinlich hatte schon früher seine Frau ihre letzte Ruhestätte an dieser Stelle gefunden.